# Manuel Torres (football, 1978)
Pour les articles homonymes, voir Manuel Torres.
Manuel Torres (né le 25 novembre 1978 à Panama au Panama) est un footballeur international panaméen jouant au poste de milieu de terrain au CD Universitario.

## Biographie

### Parcours en sélection
Avec l'équipe du Panama, il joue 31 matchs (pour un but inscrit) entre 2003 et 2009. 
Il figure dans le groupe des sélectionnés lors des Gold Cup de 2007 et de 2009, où son équipe atteint à chaque fois les quarts de finale.
Il joue également six matchs comptant pour les tours préliminaires de la Coupe du monde, lors des éditions 2002 et 2006.

## Palmarès
| Árabe Unido - Championnat du Panama (2) : - Champion : 2000-01 et 2002. |  | San Francisco FC - Championnat du Panama (6) : - Champion : 2005, 2006, 2007 (Clôture), 2008 (Ouverture), 2009 (Ouverture) et 2011 (Clôture). |